# Grazia Giuntoli
Grazia Giuntoli (Troia, 1º luglio 1906 – 22 luglio 1994) è stata una politica italiana, eletta nella I legislatura alla Camera e nella IV al Senato.

## Biografia
Laureata in lettere e teologia, insegna nella scuola media del suo paese natale, per diventarne in seguito direttrice.
Impegnata in politica con la Democrazia Cristiana, nel 1948 viene eletta alla Camera dei deputati per la I legislatura, restando in carica fino al 1953. Un decennio più tardi, alle elezioni politiche del 1963, viene eletta senatrice della IV legislatura. Pochi mesi prima della fine del mandato, nel marzo 1968, lascia il gruppo della DC per aderire al gruppo misto.
È stata anche commissario dell'Opera nazionale maternità e infanzia e inoltre presidente del Consiglio di amministrazione dell’Istituto tecnico agrario di Cerignola.
Muore il 22 luglio 1994, tre settimane dopo aver compiuto 88 anni.

## Pubblicazioni
- Il sistema morale e politico della Divina Commedia, Arti Grafiche l'Avvenire d'Italia, 1945